# Aposturisoma myriodon
Aposturisoma myriodon är en fiskart som beskrevs av Isbrücker, Britski, Nijssen och Ortega, 1983. Aposturisoma myriodon ingår i släktet Aposturisoma och familjen Loricariidae. Inga underarter finns listade i Catalogue of Life.